# أيام قرمزية
أيام قرمزية هو فيلم أبيض وأسود غربي صامت أمريكي صدر عام 1919 وأنتج وأخرجه دي دبليو جريفيث وأصدرته شركة باراماونت/آرتكرافت بيكتشرز، بطولة ريتشارد بارثيلميس يحكي الفيلم قصة لص خارج عن القانون مطلوب للعدالة بسبب إغارته على معسكرات التعدين في ولاية كاليفورنيا عام 1849، يتغير للأفضل ويدافع عن المظلومين من خلال حب امرأة. يعتبر هذا الفيلم من قبل الكثيرين أحد أسوأ أفلام غريفيث على الرغم من أنه ربما كان ليكون أفضل كفيلم قصير. كان نوع الفيلم الغربي يتوسع في هذا الوقت ويندرج فيلم أيام قرمزية ضمن هذه الفئة. كانت الأفلام الغربية شائعة في هذا الوقت. تم العثور على نسخة مطبوعة من الفيلم، الذي اعتُبر فيلمًا مفقودًا، في أرشيفات الأفلام الحكومية للاتحاد السوفييتي، الذي تبرع بها لمتحف الفن الحديث في عام 1969. عُرض الفيلم على الجمهور، لأول مرة منذ إعادة اكتشافه، في 24 و25 مارس 1969. عُرض فيلم إلى جانب فيلم مفقود آخر يدعى رومانسية وادي السعادة، في قاعة متحف الفن الحديث مع عناوين مطبوعة باللغة الروسية. تم إنشاء العناوين الإنجليزية لاحقًا بواسطة قسم الأفلام في متحف الفن الحديث.

## روابط خارجية
- أيام قرمزية  في قاعدة بيانات الأفلام على الإنترنت (بالإنجليزية)